# Héctor Hernández Cervantes
Héctor Hernández Cervantes (Ciudad de México, Distrito Federal, 31 de diciembre de 1923-2010) fue un político mexicano, miembro del Partido Revolucionario Institucional quien se desempeñó como Secretario de Comercio y Fomento Industrial durante la presidencia de Miguel de la Madrid.
Nació en la Ciudad de México el 31 de diciembre de 1923. Es licenciado en Economía por la Universidad Nacional Autónoma de México, llevando cursos de especialización en el Colegio de México y en la Universidad de Canberra, en Australia. Fue economista en el Banco de México, subdirector de Estudios Financieros de Nacional Financiera, subdirector y director general de Estudios Hacendarios y Asuntos Hacendarios y Asuntos Internacionales de la Secretaría de Hacienda y director general y subsecretario de Industria y Comercio. Fue nombrado secretario de Comercio y Fomento Industrial el 30 de noviembre de 1982. Fue director general de Bancomer durante el sexenio de Carlos Salinas. 